# Жарнув (Опочинський повіт)
Жарнув (пол. Żarnów) — місто в Польщі, у гміні Жарнув Опочинського повіту Лодзинського воєводства.
Населення — 1175 осіб (2011). З 1 січня 2024 року має статус міста.
У 1975-1998 роках село належало до Пйотрковського воєводства.

## Демографія
Демографічна структура станом на 31 березня 2011 року:
|          | Загалом | Допрацездатний вік | Працездатний вік | Постпрацездатний вік |
| -------- | ------- | ------------------ | ---------------- | -------------------- |
| Чоловіки | 579     | 131                | 401              | 47                   |
| Жінки    | 596     | 129                | 330              | 137                  |
| Разом    | 1175    | 260                | 731              | 184                  |